# Дівоча весна
«Дівоча весна» (рос. «Девичья весна») — радянська музична кінокомедія 1960 року, режисерів Веніаміна Дормана і Генріха Оганесяна.

## Сюжет
Хореографічний ансамбль «Дівоча весна», який повернувся із закордонних гастролей, отримав запрошення приїхати з концертами в місто Горький, на Сормовський кораблебудівний завод. Пасажири теплохода раді таким пасажирам, адже вони багато репетирують, по суті, виступаючи з концертами. Закоханий в Галину Соболєву — Володя Макєєв — проникає на теплохід і влаштовується підсобним робітником на кухню.

## У ролях
- Міра Кольцова —  Галина Соболєва, солістка хореографічного ансамблю
- Лев Барашков —  Володя Макєєв
- Володимир Лепко —  Володимир Олексійович Гамба, директор ресторану
- Іван Рижов —  вахтер на заводі
- Олексій Ванін —  матрос Олексій
- Гарен Жуковська —  Анна Олексіївна Лугова, керівник хореографічного ансамблю
- Євгенія Мельникова —  Соболєва, мама Галини
- Тетяна Надєждіна —  Женя
- Джелла Агафонова —  Олена Шатрова
- Галина Петрова —  Вірочка
- Люсьєна Овчинникова —  Анастасія Пчолкіна, повар на пасажирському теплоході «Ельбрус»
- Віктор Речман —  епізод  (немає в титрах)
- Георгій Слабиняк —  Сергій Іванович, помічник капітана
- Емма Трейвас —  Ангеліна Антонівна, шеф-кухар
- Георгій Тусузов —  кухар безногий
- Олександр Денисов —  капітан теплохода
- Антоніна Богданова —  бабуся Галі
- Ігор Кирилов —  кореспондент  (камео)
- Володимир Дорофєєв —  Олександр Васильович, дідусь Галини
- Марина Григор'єва —  учасниця ансамблю
- Олександр Дегтяр —  батько Галі
- Людмила Краузова —  учасниця ансамблю
- Маргарита Кутахова —  учасниця ансамблю
- Маргарита Жарова —  Зинка, кухарка  (немає в титрах)
- Хореографічний ансамбль «Берізка»

## Знімальна група
- Автор сценарію:  Йосип Прут
- Режисери-постановники:  Веніамін Дорман,  Генріх Оганесян
- Оператор-постановник:  В'ячеслав Шумський
- Художники-постановники:  Марк Горелик, Сергій Серебреніков
- Композитор:  Олександр Флярковський
- Директор фільму:  Володимир Марон